# Li Xueying
Li Xueying, född 15 maj 1990 i Zhengzhou, är en kinesisk tyngdlyftare som tävlar i 58-kilosklassen. I världsmästerskapen i tyngdlyftning har hon vunnit en guldmedalj år 2009 och en silvermedalj år 2011. Hon deltog även i olympiska sommarspelen 2012 i London där hon vann guld.